# Comedy at work
Comedy at work is een Nederlands televisieprogramma van de NPS.
Het comedyprogramma was in 2009 onderdeel van TV Lab. Het programma belandde in de top 5 van hoogstgewaardeerde programma's (waardering 7,5) en was het bestbekeken lateavondprogramma (175.000 kijkers).
Presentatoren:
- Jandino Asporaat (Antilliaan)
- Sergio IJssel (geboren in Paramaribo)
- Shula Felomina, (Curaçaose theatermaakster, gespeeld in dansvoorstelling Hotel Het Verloren Kind)
- Alpha Oumar Barry (geboren in Guinee, student aan de Vooropleiding Toneelacademie in Maastricht)